# Hermitage (Trinidad y Tobago)
Hermitage es una localidad de Trinidad y Tobago, que forma parte de la región de Couva-Tabaquite-Talparo.

## Geografía
La localidad abarca parte de la isla Trinidad y limita al norte con Forres Park, al sur con Gasparillo y Springland-San Fabian, al este con Caratal y al oeste con Gasparillo.

## Demografía
Datos demográficos de la localidad de Hermitage:
| Gráfica de evolución demográfica de Hermitage entre 2000 y 2011 |
|                                                                 |